# 劉渙 (明朝)
劉渙（1452年—？年），字濟之，湖廣荊州府江陵縣人，馬站籍，明朝政治人物。

## 生平
湖廣鄉試第三名舉人。成化十七年（1481年）中式辛丑科三甲第一百一十二名進士。

## 家族
曾祖劉福壽；祖父劉紹；父劉翀，知縣。母孫氏。